# Wilusa
Wilusa is in de Hethitische teksten een van de staten van Klein-Azië. Men neemt thans aan dat de staat Wilusa dezelfde is als het Homerische Troje. Een linguïstisch argument spreekt hiervoor: 'Ilios' (Troje) is in de vroegste Griekse teksten 'Wilios'. Er is echter nog wel discussie over deze gelijkstelling.
Zonder een linguïstische verbinding tussen het Homerische 'Wilios' en 'Wilusa' is de locatie van Wilusa moeilijk vast te stellen. De Hettitische teksten zelf geven daarvoor niet genoeg inzicht. Trevor Bryce (autoriteit op het gebied van de Hettitische geografie) stelt echter dat haar locatie gezocht moet worden in Noordwest-Anatolië. Daarmee staat voor hem vast dat het tegenwoordige Hissarlik (Troje) het Hettitische Wilusa moet zijn geweest. Het is belangrijk daarbij op te merken dat Bryce' geografische argumentatie het gehele gebied ten noorden van de rivier Gediz toelaat als mogelijke locatie. Zijn conclusie dat Wilusa gelijkstaat aan Ilios (Hissarlik), is in belangrijke mate dus óók gebaseerd op de linguïstische verbinding tussen het Homerische 'Ilios' en het Hettitische "Wilusa". Om Wilusa in het noordwesten te plaatsen is het daarnaast nodig enkele tot nu toe geaccepteerde conclusies (aangaande de Hettitische geografie), te negeren.
De Hettitische gegevens zijn te onvolledig om een werkelijke geschiedenis van Wilusa te geven, maar de volgende gebeurtenissen en situaties worden vermeld:
- Rond 1600 v.Chr. wordt Wilusa door de Hethieten onderworpen.
- Later is het weer onafhankelijk en heeft het diplomatieke betrekkingen met de Hethieten, die vaak met het ten zuiden van Troje gelegen Arzawa in oorlog zijn.
- Rond 1280 v.Chr. wordt Wilusa een Hethitische vazal.
- Rond 1250 v.Chr. strijden de Hethieten en Ahhiyawa over Wilusa, maar dit wordt bijgelegd (het is onduidelijk of dit militair of diplomatiek gebeurde).
- Rond 1220 v.Chr. leeft een koning van Wilusa in ballingschap in Milawata.

De vernietiging van Troje VIIa, waarvan wordt aangenomen dat het in de mythologie als de Trojaanse Oorlog wordt beschreven, wordt niet in Hethitische bronnen vermeld. Als dat rond 1180 v.Chr. heeft plaatsgevonden, zoals sommigen stellen, zou dat kunnen komen omdat het rijk der Hettiten zelf rond 1200 v.Chr. ten onder ging.
- Virtual International Authority File: 316732369